# Институт биохимической физики имени Н. М. Эмануэля РАН
Институт биохимической физики им. Н. М. Эмануэля РАН (ИБХФ РАН) специализируется на вопросах развития фундаментальных исследований физической сущности химических процессов в биологических и молекулярно-организованных химических системах. Создан Постановлением Президиума РАН от 13 декабря 1994 года № 227. Постановлением Президиума РАН от 26 сентября 1995 года № 198 Институту биохимической физики РАН было присвоено имя академика Н. М. Эмануэля. В состав института вошли также: отдел пищевой химии и биотехнологии, отдел электроники органических материалов, отдел химического материаловедения, отдел экологической химии и международный центр по исследованию современных материалов.

## История
Появление Института явилось результатом естественного развития науки, приводящего на рубеже 21-го века к необходимости создания многопрофильного комплексного научного центра, способного решать сложнейшие фундаментальные и прикладные проблемы на стыке наук. Структура Института исторически сложилась в результате объединения Отдела кинетики химических и биологических процессов Института химической физики им. Н. Н. Семёнова РАН, Отдела электроники органических материалов Института химической физики им. Н. Н. Семёнова РАН и Института пищевых веществ РАН (Постановление Бюро ООТХ РАН от 27.06.1994 № 51). Следует отметить, что организация и становление молодого Института происходило в самые тяжелые годы не только для Российской академии наук, но и для всей страны в целом. Практически полное отсутствие бюджетного финансирования, отток научных кадров за рубеж, нежелание молодежи идти в науку, образование Института на основе сложившихся коллективов, пришедших со своими тематиками, часто во главе с известными учеными – все это создавало массу научно-организационных трудностей. Только благодаря усилиям и самоотверженной работе директора-организатора, а впоследствии и директора Института в течение 7 лет академика Александра Евгеньевича Шилова, Институт сумел выжить, сохранить штат и создать уникальное направление фундаментальной науки – биохимическую физику.
Институт занимает ведущие позиции в следующих научных направлениях:
- в изучении новых каталитических систем (в том числе, биомиметических) и создании новых экологически чистых технологий на их основе, в производстве специальных биополимерных материалов из возобновляемого сырья, получении высокоэффективных и экологически чистых антипиренов на основе окисленных полисахаридов и др.;
- в изучении физико-химических основ фотобиологических процессов и создании нового поколения лечебных средств для офтальмологии, в том числе известных в мире фотопротекторных искусственных хрусталиков с естественной спектральной характеристикой;
- в комплексном изучении биоантиоксидантов и создании на их основе новых лекарственных препаратов, методов диагностики и новых принципов лечения различных заболеваний; в изучении механизмов и эффектов действия низкоинтенсивных физических и химических факторов в сверхмалых дозах на живые организмы и окружающую среду (ионизирующая радиация, биологически активные вещества, экотоксиканты и др.);
- в фундаментальных и прикладных исследованиях структуры, свойств и функционирования биомакромолекул;
- в создании новых экологически чистых биодеградируемых полимеров и полимерных материалов медицинского назначения;
- в исследовании некоторых электронных свойств органических и металлоорганических веществ и создании новых композиционных материалов (в том числе, нанокомпозитов) для решения медицинских и экологических задач с целью защиты человека и окружающей среды от электромагнитного излучения.

## Отделы
- отдел кинетики химических и биологических процессов
- отдел биокатализа и физической химии биопроцессов
- отдел биологической и химической физики полимеров
- отдел фотохимии и фотобиологии
- отдел электроники органических материалов и наноструктур
- отдел химии пищевых веществ и биотехнологии
- отдел новых методов биохимической физики

В Институте работает 7 отделов, объединяющих 34 лаборатории.